# Alpenus intacta
Alpenus intactus là một loài bướm đêm thuộc phân họ Arctiinae, họ Erebidae.